# Kina-Büro
Das Kina-Büro war eine internationale Organisation zur Kontrolle und Förderung der Chinarindenproduktion. Es wurde 1922 gegründet, nachdem es infolge des Ersten Weltkriegs zu Versorgungsengpässen mit Chinin gekommen war, das zu der damaligen Zeit das einzig wirksame Mittel zur Malariabekämpfung war.
Das Aufgabengebiet umfasste unter anderem die Verteilung der Chinarindenkontingente auf die einzelnen Mitgliedsstaaten und kümmerte sich außerdem um die Preisstabilität für diesen Rohstoff. Unter dem Einfluss des Kina-Büros weitete sich der Anbau von Chinarindenbäumen aus: Die jährliche Produktionsmenge an Chinarinde betrug vor dem Zweiten Weltkrieg 1500 Tonnen jährlich.
Auch das Kina-Büro konnte jedoch nicht verhindern, dass im Verlauf des Zweiten Weltkriegs die Vernichtung von Chinarindenbaumplantagen zu einem Mittel der Kriegsführung wurde. So vernichteten die Japaner auf Java 20.000 Hektar der Chinarindenbaumplantagen und Deutschland versuchte über das besetzte Amsterdam den Handel mit diesem Rohstoff zu kontrollieren. Die Bedeutung der natürlichen Chininproduktion wurde jedoch mit der Entwicklung neuer Medikamente geringer. Bereits 1928 hatte I.G. Farben mit Atebrin ein wirksames, synthetisches Malariamittel gefunden, das allerdings schwere Nebenwirkungen aufwies. Noch während des Zweiten Weltkriegs wurden mit Primaquin und Chloroquin zwei weitere synthetische Wirkstoffe entwickelt, die bis in die 1990er Jahre in der Malariabekämpfung eine große Rolle spielten.